# Чекуевское сельское поселение
Чекуевское сельское поселение или муниципальное образование «Чеку́евское» — муниципальное образование со статусом сельского поселения в Онежском муниципальном районе Архангельской области.
Соответствует административно-территориальным единицам в Онежском районе — Чекуевскому сельсовету (с центром в д. Анциферовский Бор), Хачельскому сельсовету (с центром в д. Хачела), Прилукскому сельсовету (с центром в д. Прилуки), Посадному сельсовету (с центром в д. Посад).
Административный центр — деревня Анциферовский Бор.

## География
Чекуевское сельское поселение находится на юге Онежского района Архангельской области, располагаясь вдоль реки Онеги. Также выделяются реки Мудьюга, Кодина, Верхняя Тёлза, Нижняя Тёлза, Верхняя Рочева, Нижняя Рочева, Оченга, Большая Кернежка, Малая Кернежка, Чешьюга, Шомокша. Крупнейшие озёра — Унозеро, Карбатовское, Огрушино (Сулкозеро), Юксозеро, Великое, Воймозеро, Оченское, Хачельское, Щукозеро, Койзозеро, Уроское.
На севере граничит с Кодинским сельским поселением, на юге — с Ярнемским сельским поселением Плесецкого района.

## История
Муниципальное образование было образовано в 2006 году. Первоначально в 2004 году планировалось создать 6 сельских поселений: Анциферов Бор, Клещевское, Ковкульское, Посадное, Чекуевское и Шомокшское.
Ранее эти земли относились к Турчасовскому стану Каргопольского уезда. В 1776 году Посадская волость Турчасовского стана вошла в состав Олонецкой области Новгородского наместничества. В 1780 году Посадская волость вошла в состав Онежского уезда Архангельской области Вологодского наместничества. С 1929 года по 1931 год — в составе Чекуевского района. Постановлением Президиума Севкрайисполкома  от 31.07.1931 года, в состав Плесецкого района были включены три сельсовета Чекуевского района: Городецкий, Посадный, Ярнемский. Остальные 11 сельсоветов упразднённого Чекуевского района были присоединены к Онежскому району. В 1963—1965 годах Посадный, Прилукский, Хачельский и Чекуевский сельские Советы входили в состав Плесецкого сельского района.

## Население
| 2006  | 2010  | 2011  | 2012  | 2013  | 2014  | 2015  | 2016  | 2017  |
| ----- | ----- | ----- | ----- | ----- | ----- | ----- | ----- | ----- |
| 3299  | ↘3033 | ↘3016 | ↘2852 | ↘2757 | ↘2701 | ↘2624 | ↘2517 | ↘2448 |
| 2018  | 2019  | 2020  | 2021  | 2023  |       |       |       |       |
| ↘2382 | ↘2327 | ↘2249 | ↘1523 | ↘1437 |       |       |       |       |

## Состав сельского поселения
В состав сельского поселения входит  47 населённых пунктов:
- деревня Анциферовская;
- деревня Анциферовский Бор;
- деревня Большая Фёхтальма;
- деревня Большое Шарково;
- деревня Большой Бор;
- деревня Букоборы;
- деревня Вазенцы;
- деревня Великосельская;
- деревня Верховье (Верхняя Мудьюга);
- деревня Воймозеро;
- деревня Грихново (Нижняя Мудьюга);
- деревня Залесье;
- деревня Затезье;
- деревня Канзапельда;
- деревня Карбатово;
- деревня Каска;
- деревня Клещёво;
- посёлок Ковкула;
- деревня Копыловка;
- деревня Кутованга;
- деревня Кялованга;
- деревня Малая Фёхтальма;
- деревня Малое Шарково;
- деревня Медведево;
- деревня Мондино;
- деревня Наволок;
- деревня Нёрмуша;
- деревня Павловский Бор;
- деревня Пачепельда;
- деревня Пертема;
- деревня Пияла;
- деревня Поле;
- деревня Посад (Турчасово);
- деревня Прилуки;
- деревня Прошково;
- деревня Пянтино;
- деревня Сельский Бор;
- деревня Сырья;
- деревня Таборы;
- деревня Усолье;
- деревня Филява;
- деревня Хачела;
- деревня Хаяла;
- деревня Целягино;
- село Чекуево;
- деревня Чешьюга;
- посёлок Шомокша.

## Транспорт
На территории поселения долгое время существовала Сывтугская узкоколейная железная дорога.